# Bikini Berlin
Het Bikini House is een monumentaal voormalig industrieel, commercieel en kantoorgebouw aan de Budapester Straße in de Berlijnse wijk Charlottenburg. Het Bikini-Haus maakt deel uit van een gebouwencomplex dat tegenwoordig de naam Bikini Berlin draagt; historisch heette het complex Zentrum am Zoo. Het complex bestaat uit  de hoogbouw aan de Hardenbergplatz (ook wel het Huthmacher-Hauss of DOB-Haus genoemd), het ZOO-Palast, de kleine hoogbouw en de parkeergarage bij de dierentuin.
Tegenwoordig herbergt het Bikini-Haus een winkelcentrum met gastronomie. Ten noorden van het gebouw met uitloopterras ligt de Zoologischer Garten Berlin. In het zuiden, tegenover het Bikini-Haus, ligt de Breitscheidplatz met de Kaiser-Wilhelm-Gedächtniskirche. 

## Gebouwnaam
De naam van het gebouw komt uit de tijd dat het werd gebouwd. Enerzijds verwijst het naar het oorspronkelijke gebruik als productielocatie voor damesbovenkleding (Damen-Oberbekleidung, DOB). Dit was een van de toonaangevende industrieën tijdens de wederopbouwjaren in West-Berlijn; in het Bikini-Haus werd op ongeveer 700 naaimachines confectiekleding geproduceerd.
Aan de andere kant is de bijnaam afgeleid van de open tussenverdieping die de verkoopetages (begane grond tot 1e verdieping) scheidde van de productie-etages op de 3e tot 5e verdieping. Hierdoor had het gebouw een tweedelige structuur, vergelijkbaar met een bikini. De open etage (ook Bikini-Geschoss genoemd) werd rond 1978 gesloten om plaats te maken voor de Staatliche Kunsthalle Berlin.

## Geschiedenis

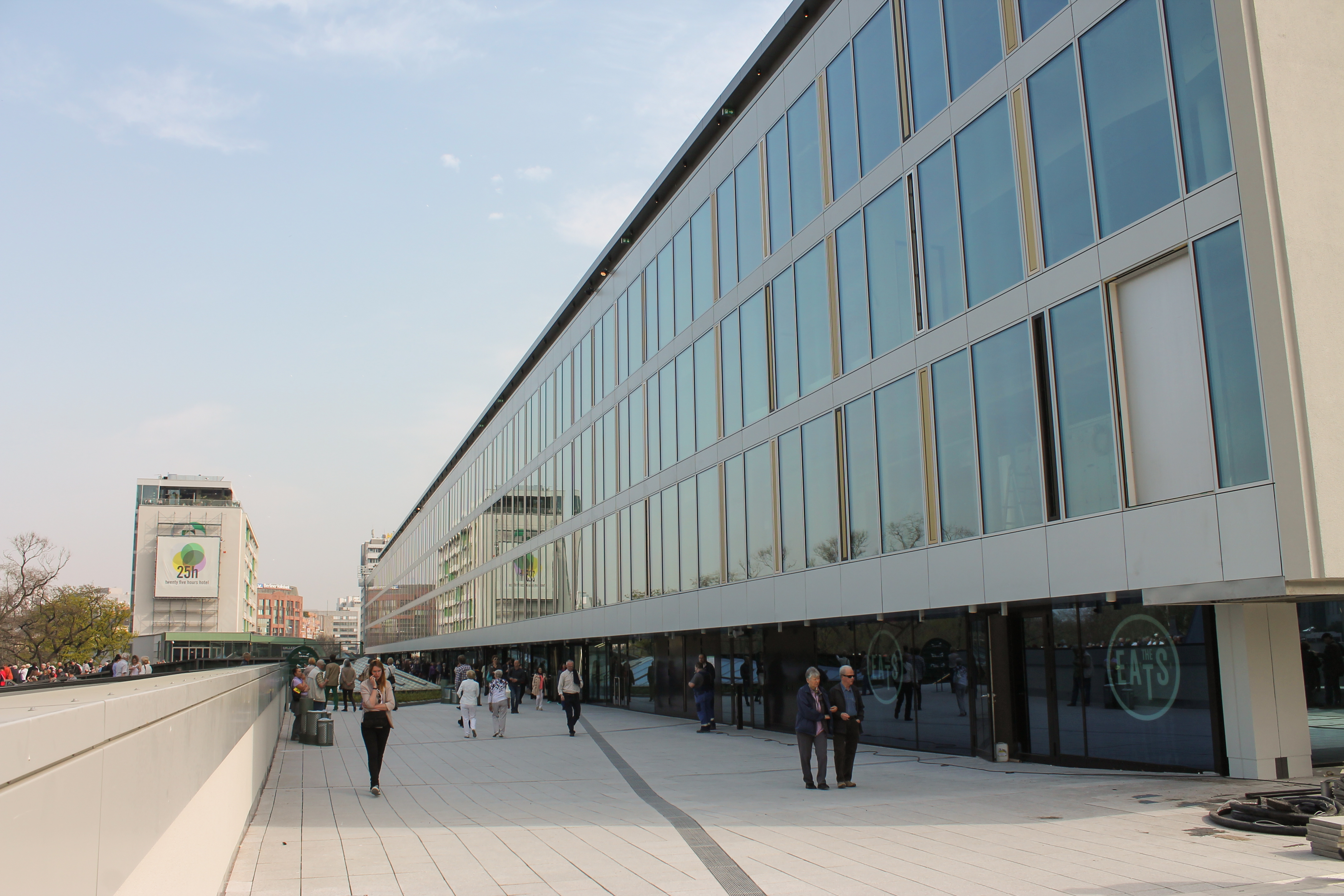
Achterzijde met het designhotel 25hours (links)

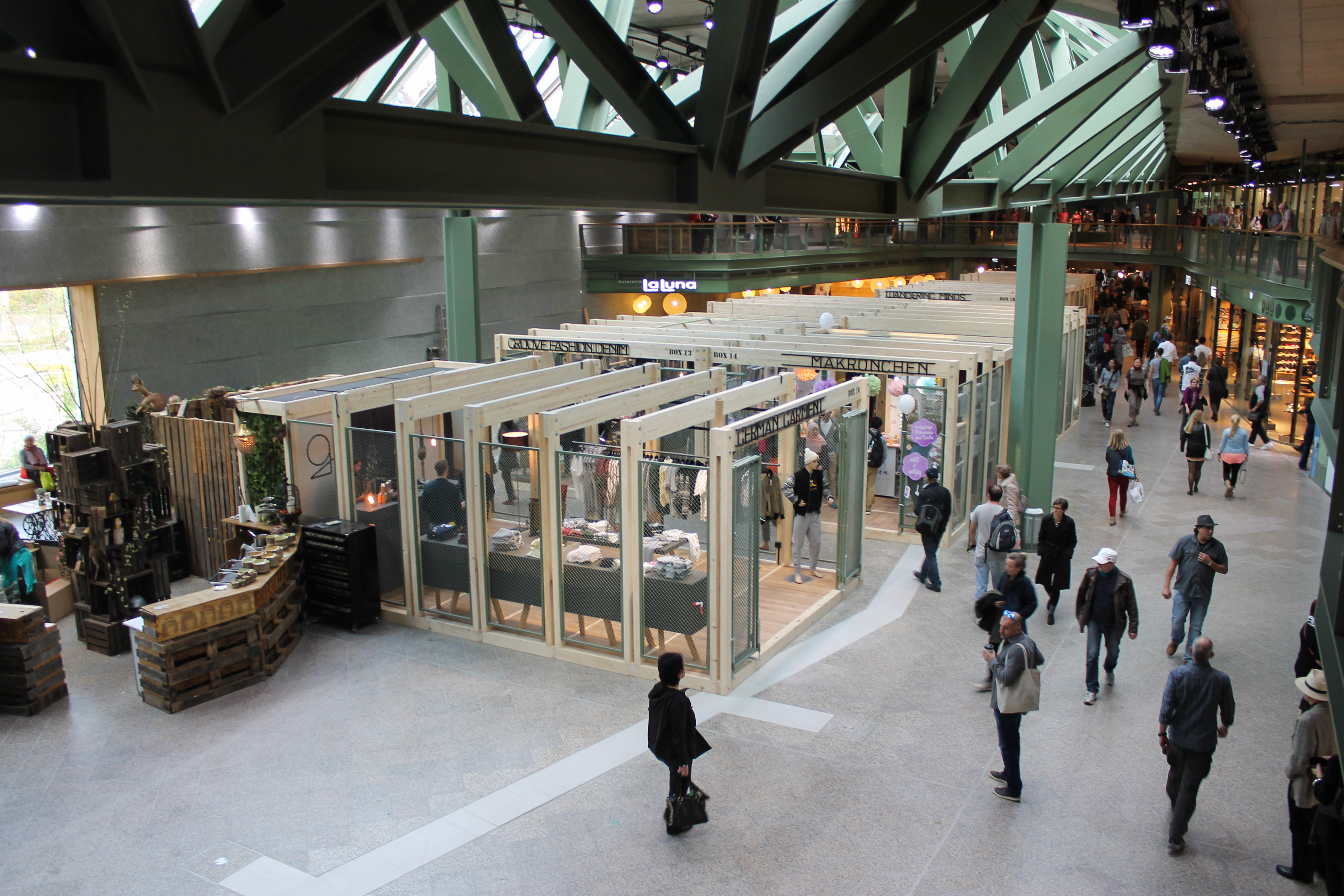
Het winkelcentrum Bikini Berlin

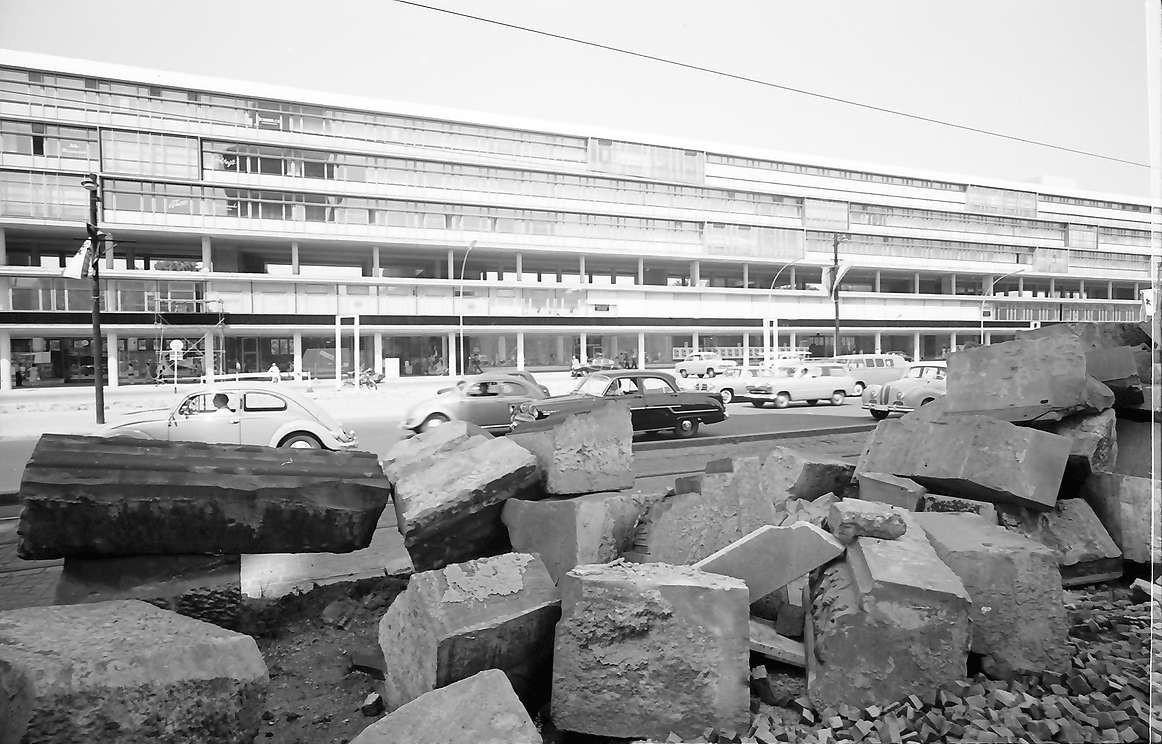
Zuidgevel kort na voltooiing. Het open “Bikini-Geschoss” is duidelijk zichtbaar

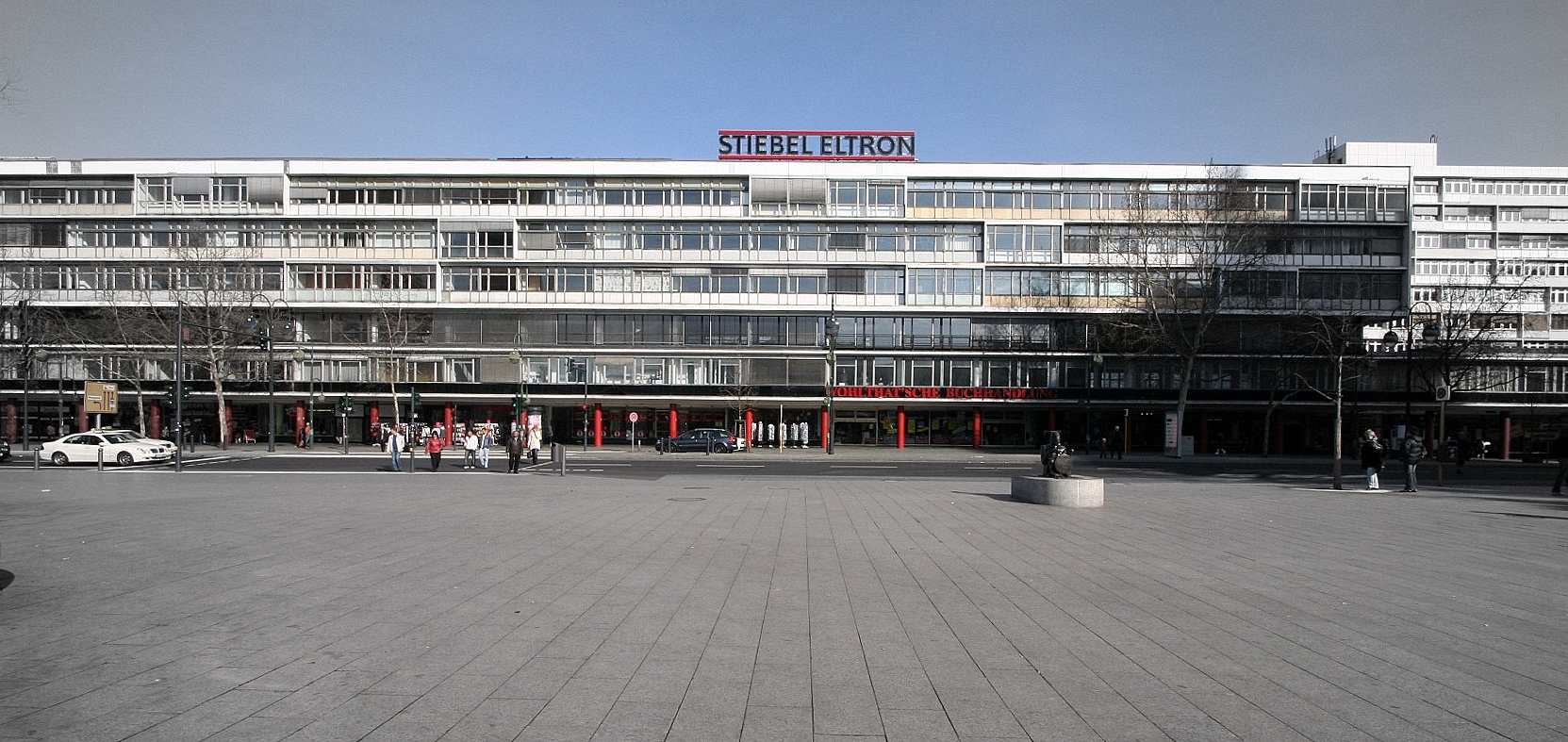
Zuidgevel vóór de renovatie

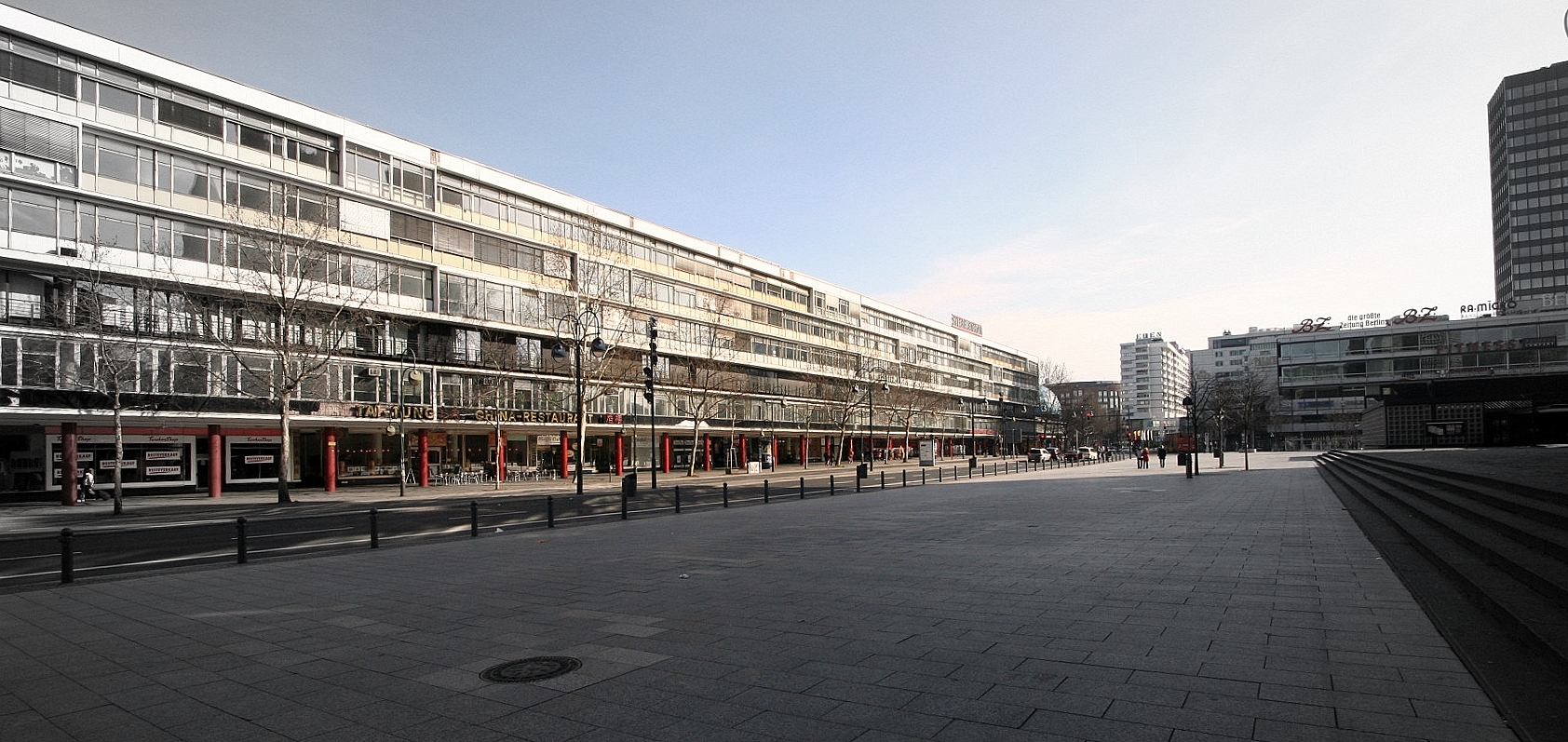
Voor het gebouw ligt de Breitscheidplatz en aan de rechterkant bevindt zich het Europa Center

Op de locatie van het Bikini-Haus stond voorheen het Capitol-Lichtspiele am Zoo, een gebouwencomplex in de stijl van de nieuwe zakelijkheid dat in de jaren twintig van de vorige eeuw werd gebouwd door architect Hans Poelzig. In de Tweede Wereldoorlog werd het complex verwoest.
Als onderdeel van het nieuwe West-Berlijnse centrum bij de dierentuin  werd tussen 1955 en 1957 het Bikini-Haus gebouwd volgens plannen van de architecten Paul Schwebes en Hans Schoszberger. Het langgerekte gebouw met zes verdiepingen had een open en vroeger royaal brede colonnade met op de begane grond een rij winkels. De vier trappenhuizen van het Bikini House bevonden zich, net als de expeditiestraat, aan de achterkant van het gebouwencomplex.

Het gehele gebouwencomplex werd gefinancierd met middelen uit het Marshallplan en door de investeerder Jacques Rosenstein. Een inscriptieplaquette aan de Budapester Strasse 46 herinnert aan de oorspronkelijke bestemming van het complex:
"ZENTRUM AM ZOO 1956–1957 MIT GEGENWERTSMITTELN DER VEREINIGTEN STAATEN VON AMERIKA FÜR DIE BERLINER BEKLEIDUNGSINDUSTRIE ERRICHTET"

## Renovatie
In maart 2002 werd het gebouw verkocht aan Bayerische Hausbau. Op 2 december 2010 begonnen de door Bayerische Hausbau geplande verbouwingswerkzaamheden tot een hotel-, kantoren- en winkelcomplex. Het masterplan voor Bikini Berlin werd opgesteld door het Belgische architectenbureau SAQ van Arne Quinze. Oorspronkelijk was hij van plan om het zogenaamde Bikini-Geschoss weer open te maken en een penthouse-vloer aan het dak toe te voegen. Het Münchense architectenbureau Hild und K, dat gespecialiseerd is in bestaande gebouwen en het masterplan van SAQ uitwerkte, kreeg de uitvoering en detailplanning toevertrouwd.
Als onderdeel van de omvangrijke bouwwerkzaamheden die tussen 2010 en 2013 werden uitgevoerd, werd het Zentrum am Zoo massaal grondig verbouwd, vernieuwd en uitgebreid. De enige uitzondering hierop was de 16 verdiepingen tellen hoogbouw aan de Hardenbergplatz. De klimaatvoorzieningen werden in 1985 vernieuwd, waarbij alle originele ramen werden verwijderd en het hele gebouw, dat oorspronkelijk van zichtbaar beton was gemaakt, werd bekleed met een nieuwe, witte aluminium gevel. Het Zoo-Palast daarentegen werd in 2013 aan de buitenkant gerenoveerd, waarbij de beschermde bouwstructuur grotendeels behouden bleef, en aan de binnenkant volledig opnieuw opgebouwd en gebouwtechnisch gemoderniseerd. De officiële opening van het Zoo-Palast vond plaats in november 2013.
Tijdens de renovatie werd het Bikini-Haus volledig gestript tot op de kale betonconstructie. Alle ramen en etalages van de oorspronkelijke bouw, evenals alle originele gevelelementen, zoals de ondoorzichtige glazen friezen, werden volledig verwijderd en vervangen door reconstructies. Een even grote ingreep in de structuur van het monument vond binnen en aan de achterkant van het gebouw met uitzicht op het dierentuinterrein plaats. Zo werden alle trappenhuizen en gebouwen op de begane grond van het Bikini-Haus gesloopt en vervangen door een winkelcentrumgalerij van twee verdiepingen met een terras. Daarnaast werd de gevel aan de achterzijde volledig verwijderd en vervangen door een modern design. De kleur van de gereconstrueerde gevel aan de Budapester Straße was gebaseerd op gevonden verfmonsters.
Ook het Kleine Hochhaus werd gestript, alle originele ramen werden vervangen door replica's en aan de dierentuinzijde werd een nieuwe glazen gevel toegevoegd. De groene kleurvlakken aan de straatzijde zijn door de verantwoordelijke architecten bedacht bij gebrek aan kennis over het oorspronkelijke ontwerp. De parkeergarage, eveneens een rijksmonument, werd volledig afgebroken en vervangen door een nieuwe parkeergarage met omvangrijke bedrijfsruimte. De parkeergarage bij de dierentuin was niet alleen de eerste nieuwbouw met meerdere verdiepingen voor stilstaand verkeer in Berlijn na de Tweede Wereldoorlog, het was ook een van de weinige parkeergarages die op de monumentenlijst van Berlijn stonden.
Het vernieuwde gebouwencomplex, dat sterk is verdicht met tussen- en bijgebouwen, heeft nu een gebruiksoppervlak van ongeveer 54.000m².  Vóór de renovatie werd het gebouw ook tijdelijk gebruikt als theater. In het kleine hoogbouwgebouw is het designhotel 25hours met 149 kamers gebouwd. Op 3 april 2014 werd het gereconstrueerde Bikini-Haus geopend als winkelcentrum in de vorm van Concept Shopping Mall heropend.

## Toekomst van het Huttmacherhuis
In november 2018 werd aangekondigd dat het Huthmacherhaus in de jaren 2020 zou worden vervangen door een nieuw gebouw omdat het niet voldoet aan de veiligheidseisen en gerenoveerd moet worden. De nieuwbouw op dezelfde locatie zou 2024 gereed moeten zijn. Eind 2020 was de huur van de huurders opgezegd. De geplande sloop van de hoogbouw en de bouw van een nieuw gebouw op dezelfde plek werd echter na verzet van monumentenbeschermers stopgezet. De hoogbouw wordt gerenoveerd.  